# 夏洛特·貝倫德-科林特

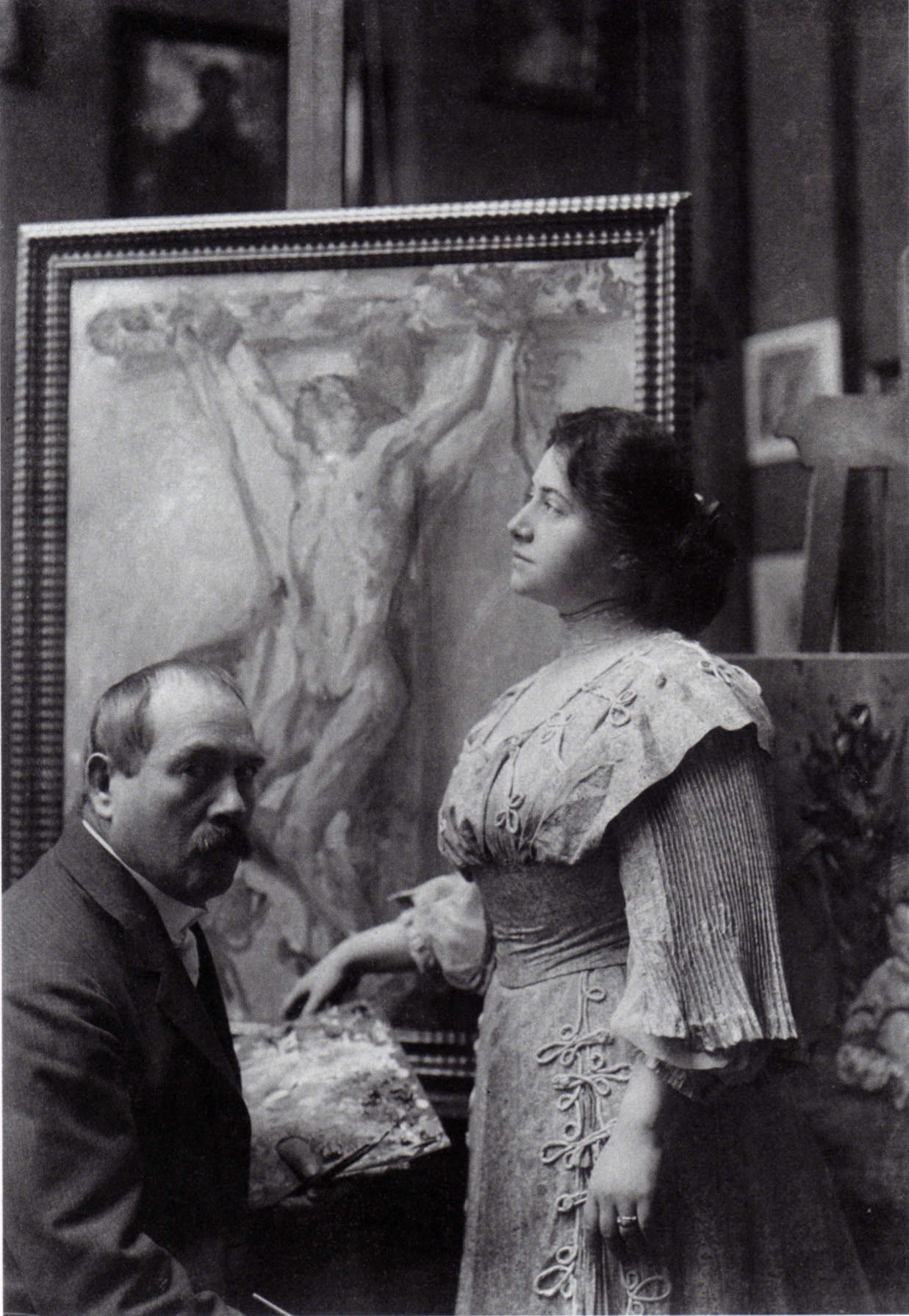
洛维斯與夏洛特·科林特在柏林工作室，攝影於1908年

夏洛特·貝倫德-科林特（Charlotte Berend-Corinth，1880年5月25日—1967年1月10日），是一位出生於柏林的現代藝術畫家、平版印刷藝術家、插畫家以及作家。她也是畫家洛维斯·科林特的學生、妻子以及模特兒。
自1908年起，她開始將個人作品展示於柏林分離畫派之展覽會場，但平時心力仍大多聚焦於家庭生活和丈夫之事業。在夫婿於1925年因肺炎過世於荷蘭旅途之後，她於1933年遷居美國並以藝術創作為其職業。此外，她還有寫作書籍，並在1958年為其夫婿作品編成作品列表集。

## 生平

### 早年生活與教育
夏洛特·貝倫德是猶太裔棉花進口商恩斯特·貝倫德（Ernst Berend）與黑德维希（Hedwig，娘家姓氏Gumpertz）的第二個女兒；當時，她誕生於柏林的科赫街。
恩斯特·貝倫德來自一個生活在德紹與漢堡的猶太商人家族，而黑德维希來自一個居住在普魯士境內兩百多年的猶太保護家族。恩斯特原本在亞歷山大廣場經營生意，並於發跡後遷至選帝侯路堤上的商業區；同時，他的家人也在此時遷居至當地貝格伯爵街（Berggrafenstraße）的一間公寓。這時，夏洛特·貝倫德與姊姊艾麗斯·貝倫德（Alice Berend，1875年—1938年，日後成為一位著名作家）一同進入位在馬格德堡广场（Magdeburger Platz）附近的夏洛特公立學校（öffentliche Charlottenschule）就讀。在學校裡，她在埃娃·施托特（馬克思·利伯曼與卡尔·施陶费尔-贝恩的私傳學生）教導下上了她的第一堂繪畫課；自此，她即立定志向於畢業後成為一位畫家。雖然一開始抱持反對態度，但在見到女兒的繪畫才分後，她的父親同意讓她鑽研藝術。在1898年，她通過了柏林皇家藝術學校（該學校為柏林裝飾藝術教育機構之預備學校）的入學測驗。在那裏，她同馬克西米利安·舍費爾與路德维希·曼策尔學習。同年2月28日，她的父親因股票投機失利與私自挪用信託資金而舉槍自盡；此後，她的母親帶著兩個幼女移居至哈倫湖周圍的一間小公寓，而夏洛特必須終結她學費昂貴的課程。一年後，夏洛特獲得柏林裝飾藝術教育機構入學許可，並繼續完成其學業。

### 與洛维斯·科林特結婚

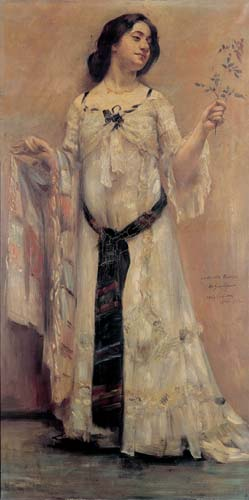
1902年洛维斯以夏洛特·貝倫德為模特兒繪製的一幅肖像畫

在1901年，她成為洛维斯·科林特開辦的私人學校的第一個學生，而洛维斯·科林特也在此時愛上了她；她成為了他數幅作品的模特兒。在1903年3月26日，她與科林特結婚並改姓為貝倫德-科林特（Berend-Corinth）。同年10月13日，她產下了他們的兒子托馬斯·科林特（Thomas Corinth）；後來，她又在1909年6月13日產下女兒威廉明妮·科林特（Wilhelmine Corinth）。
1906年，貝倫德-科林特開始在柏林分離畫派展覽她的畫作。她在1912年加入了柏林分離畫派，並在馬克思·利伯曼率眾另組新自由畫派時決定與夫婿一同留下。她為马克斯·帕伦贝格、弗里茨·马萨里以及瓦勒斯卡·格特繪製書本插畫，也為米夏埃尔·博嫩、维尔纳·克劳斯、保羅·比爾特以及保羅·格雷茨繪製肖像。在1919年，洛维斯·科林特在瓦爾興湖畔的乌费菲德買下了一棟屋子以供他們退休自柏林後居住；在那湖畔的家裏，她繪製了許多風景畫、肖像畫以及靜物畫。1925年，她的丈夫在一趟前往荷蘭的旅途死於肺炎。

### 餘生
貝倫德-科林特在1933年移民至美國，而她的兒子早已定居在紐約。1958年，她發表了一本涵蓋其夫婿所有作品的書籍，該書於日後成為一本標準參考書並持續沿用至今（現今版本是由Neu bearbeitet von Béatrice Hernad編輯於1992年）。
貝倫德-科林特過世於1967年。

## 連結
- 夏洛特·貝倫德-科林特 （页面存档备份，存于） 在柏林藝術學院的存檔
- 夏洛特·貝倫德-科林特 （页面存档备份，存于）在柏林市立博物館的頁面